# Bakinci
Bakinci (szerbül: Бакинци), település Bosznia-Hercegovinában, Laktaši községben, Bosanska krajina területén, a Szerb Köztársaságban. 

## Fekvése
Bosznia-Hercegovina északi részén, Banja Lukától légvonalban 19, közúton 29 km-re északra, községközpontjától légvonalban 7, közúton 13 km-re északnyugatra, a Banjalučka Kozara-hegység területén, az Osorna völgyében és a környező domboldalakon, 160-200 méteres magasságban fekszik. Egy helyi út köti össze a Banja Luka-Okučani úttal és Laktaši városközpontjával. Szórványos típusú, nagy területet elfoglaló település.

## Népessége
| Nemzetiségi csoport | Népesség 1991 | Népesség 2013 |
| ------------------- | ------------- | ------------- |
| Szerb               | 551           | 489           |
| Bosnyák             | 0             | 0             |
| Horvát              | 36            | 10            |
| Jugoszláv           | 19            | 0             |
| Egyéb               | 2             | 3             |
| Összesen            | 608           | 502           |

## Története
A település története az ókorig nyúlik vissza. A legújabb régészeti feltárások alapján a régészek úgy vélik, hogy a bakinci Gradinán egy kora bizánci város maradványai találhatók, amely idővel püspöki székvárossá nőtte ki magát. A város nagy valószínűséggel 535 után,  Justinianus pannóniai és dalmáciai erődítményeinek újjáépítésekor épült ki és a 7. századig bizonyosan lakott volt. A település a 12. század végétől tartozott a Magyar Királysághoz, majd a Mátyás király által alapított Jajcai Bánság része volt. A környék településeihez hasonlóan 1528-ban került török uralom alá. Az itteni középkori életről tanúskodik a Gradina alatti középkori vár és a középkori település temetőjének maradványa, melyek a 16. századig voltak használatban és vélhetően a török hódítás során néptelenedtek el.
A település 1878-ig tartozott az Oszmán Birodalomhoz, ekkor a berlini kongresszus határozata alapján az Osztrák–Magyar Monarchia része lett. 1879-ben az első osztrák-magyar népszámlálás során a Banja Luka-i járáshoz tartozó településnek 33 háztartása és 228 ortodox lakosa volt. 1910-ben a Banja Luka-i járáshoz tartozó településen 63 háztartást és 431 ortodox lakost találtak. A monarchia szétesésével 1918-ban előbb a Szerb-Horvát-Szlovén Királyság, majd 1929-től a Jugoszláv Királyság része. Az 1929-es törvény értelmében, amikor Bosznia-Hercegovinát négy banovinára, Drinskára, Vrbaskára, Zetskára és Primorskára osztották, a település a Vrbaska banovina része lett, amelynek székhelye Banja Luka volt. 
Jugoszlávia megszállása után a Független Horvát Állam (NDH) része lett. A második világháború után a szocialista Jugoszláviához tartozott. A daytoni békeszerződést követő területfelosztásnál Laktaši község részeként a Szerb Köztársaság területéhez került.

## Nevezetességei
- Gradina – római erődített város maradványai. A Gradina nevű magaslaton, egy meredek sziklán egy nagyobb erődítmény maradványai látszanak. A másfél méter vastagságú falak főként a keleti oldalon maradtak fenn. A nagyméretű kövek között római téglák is találhatók. A Gradina alatt 1936-ban egy babérkoszorúval ékesített mellszobrot találtak, amely sajnos időközben elveszett.[5] A 2012-2013 közötti időszakban új régészeti kutatásokat végeztek. A több mint 100 000 m2-es komplexumban a következőket fedezték fel: késő ókori-kora bizánci város (település), ókeresztény bazilikák és nekropolisz. A város három, egymás felett elhelyezkedő fennsíkból állt: egy felső-, egy közép- és egy alsóvárosból. A városban is nagy számban voltak épületek, melyek többnyire a keleti és a déli oldalon helyezkedtek el. A felsővárost egy 4. – 7. századi római-bizánci erőd falai kerítették. A város keleti oldalán, a védműveken kívül a kutatás két nagyobb objektumot azonosított. Két ókeresztény bazilikáról van szó, amelyeket a felfedezésük időrendi sorrendje szerint „A” és „B” bazilikaként jelöltek. Az „A” jelű bazilikát a 4. században, a közelében található „B” jelű bazilikát az 5. században építették. Volt egy „C” jelű templom is, mely a 6. században épült, és a két másik bazilikától jóval délebbre helyezkedett el. Az első két bazilika mellett egy 14. – 16. századi késő középkori temető volt. Végül ezektől északkeletre egy 14. – 16. századi vár is állt. A lelőhely rendkívül gazdag volt régészeti leletekben. A templomok romjai közül gazdagon faragott kövek és a falakat borító freskók töredékei kerültek elő. Az egyik bazilika pillérén fennmaradtak az itteni püspökök nevei. Az egykori városból az 5. – 6. századi pénzérmék mellett nagyszámú vasból készült tárgytöredéket, különböző római ékeket, vasbilincset, borotvát, nyílhegyeket, orsót, fejsze töredéket, ólomsúlyokat találtak. A késő ókori kerámiatöredékek közül nagy mennyiségben kerültek elő edényfenekek, peremek, fedők, fogantyúk, kifolyó, valamint nagyszámú üvegedény töredék.[6]

- Orašje – Vinogradi – késő középkori temető maradványai 20 darab fennmaradt, díszítés nélküli stećakkal.[5]